# Signaalanalyse
Signaalanalyse is een vakgebied in onder andere de elektrotechniek en de akoestiek waarbij signaaleigenschappen onderzocht worden.
Hierbij wordt een (veelal geluids)signaal geanalyseerd en visueel zichtbaar gemaakt. Vaak wordt hierbij gebruikgemaakt van spectrumanalyse. Hierbij wordt het signaal ontleed in afzonderlijke sinus- en eventueel cosinusfunctie van de samenstellende frequenties. Zo wordt het hele spectrum zichtbaar. De x-as wordt gebruikt voor de frequentie (in Hz) en de y-as voor de amplitude. Fourieranalyse met behulp van Fast Fourier Transformatie is een veelgebruikte techniek hierbij voor implementatie in een computeralgoritme. Indien men wil nagaan hoe de frequentie-inhoud van een lang signaal in functie van de tijd evolueert doorheen het signaal kan men de Short time Fouriertransformatie gebruiken.